# 나카가와의 빗자루 삼나무

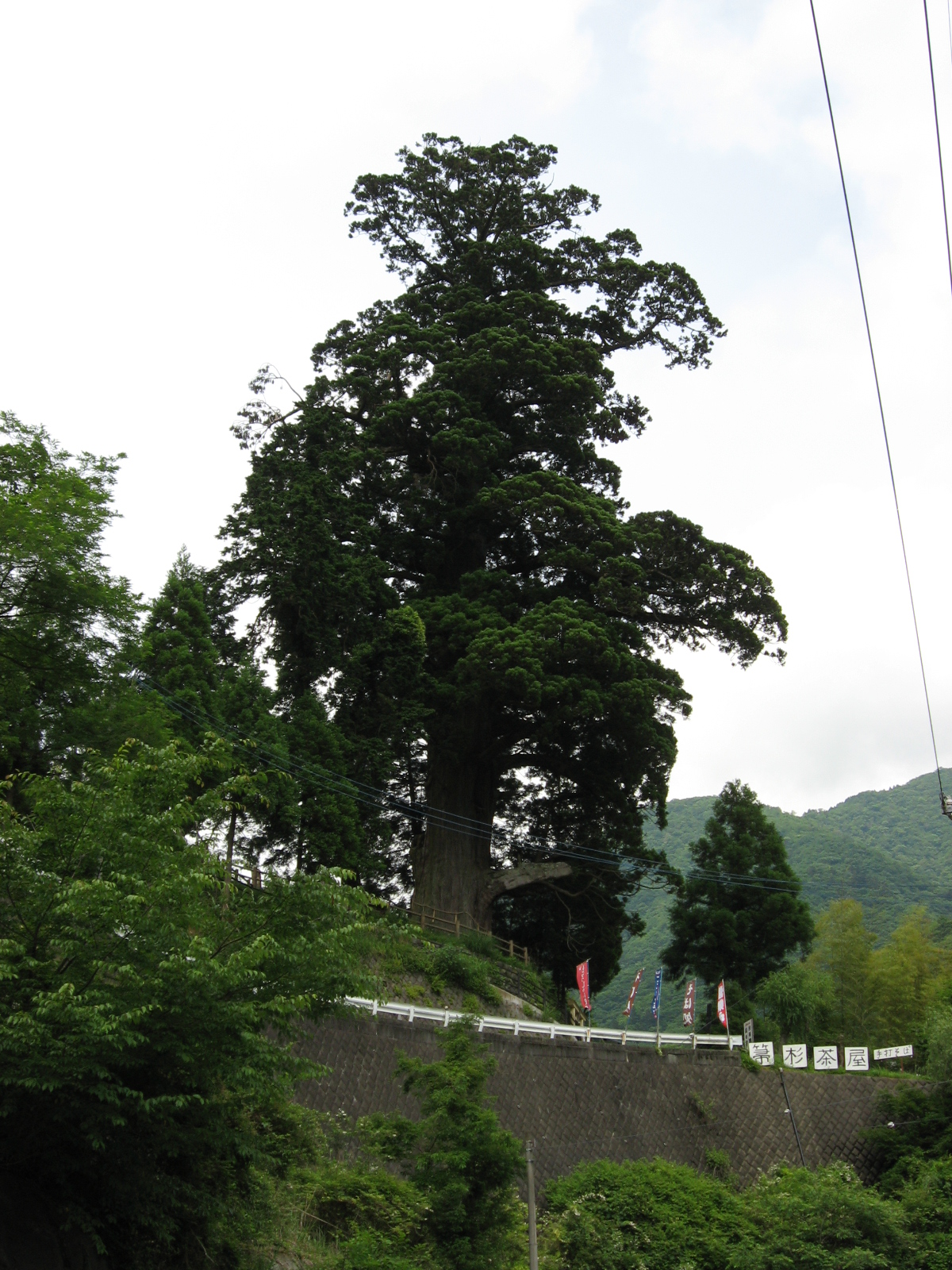
나카가와의 빗자루 삼나무

나카가와의 빗자루 삼나무(일본어: 中川の箒スギ 나카가와노호키스기[*])는 일본 가나가와현 아시가라카미군 야마키타정의 나카가와 지구에서 자라고 있는 삼나무 거목이다. 추정 수령은 2000년 이상이며, 1934년 3월 26일 빗자루 삼나무(箒スギ 호키스기[*])라는 이름으로 일본 국가 천연기념물로 지정되었다. 같은 간토 지방에 있는 천연기념물로 지정된 기요스미의 큰 삼나무와 대등한 삼나무 거목으로 일컬어지며, 이 삼나무는 지바현 가모가와시에 있다. 빗자루 삼나무는 화재 및 산사태로부터 마을 주민을 보호한 적이 있어, 주민들로부터 숭배를 받는 나무이다.

## 유래 및 역사
나카가와의 빗자루 삼나무는 야마나시현 경계와 가까운 나카가와 지구의 호키자와(箒沢) 취락 입구 부근 경사지에 자라고 있다. 빗자루 삼나무의 흉고는 약 12m이며, 뿌리의 둘레는 약 18m, 높이는 약 45m로 가나가와 현을 포함한 간토 지방 최대의 삼나무 거목이다.
빗자루 삼나무라는 명칭의 유래는 한때 이 땅이 호키자와(宝木沢)라고 불렸기 때문이라고도 하며, 나무 모양이 빗자루와 비슷했기 때문에 불리게 되었다라고도 한다. 에도 시대에는 이 땅에서 삼나무, 노송나무, 느티나무, 전나무, 솔송나무, 비자나무 6종의 나무의 벌채가 금지되었다. 판적봉환과 메이지 유신으로 바쿠한 체제가 와해된 이후 빗자루 삼나무 주위에 있던 나무들은 잘려나가 마을 입구 근처에는 빗자루 삼나무만 남게 되었으며, 그 주위 땅들은 차밭으로 쓰이게 되었다.
빗자루 삼나무는 메이지 시대와 쇼와 시대에 발생한 재해들로부터 주민들을 보호하였다. 1904년 대화재가 발생하였을 때에 나무가 불길을 막았으며, 이 때문에 빗자루 삼나무의 껍질에는 타서 없어진 흔적이 남아 있다. 1972년 집중호우로 인하여 산사태가 빗자루 삼나무 상부에서 발생하여 토사가 빗자루 삼나무를 직격하였지만 삼나무에 가로막혀 흐름이 둘로 갈라졌다. 비록 이 호우로 민가 여러 채가 토사에 휩쓸렸지만, 빗자루 삼나무가 흐르는 토사를 가르지 않았다면 피해가 더욱 극심하였을 것이기 때문에 주민들은 나무가 마을을 지켰다고 생각하며 숭배하고 있다. 빗자루 삼나무 밑동에는 마을의 수호신으로서 스가 신사(須賀神社)의 사당이 있으며, 과거에 집중 호우가 발생한 7월 12일과 가을 축제가 열리는 10월 13일에 주민들이 참배하고 있다. 지구 노인회는 매월 1일에 빗자루 삼나무와 신사 주위를 정기적으로 청소하여 감사의 뜻을 나타내고 있다.
빗자루 삼나무는 2003년 여름 태풍에 의해 뿌리 부근에서 자라고 있던 큰 가지가 훼손되었으며, 가지가 기둥을 손상시켜 형태가 변형되었다. 나무 모양이 약간 손상되었지만, 수목의가 치료한 덕분에 수세에는 영향이 없다고 한다.
빗자루 삼나무는 1990년에 개최된 엑스포 90에 맞춰 기획된 〈신일본 명목 100선〉과 〈가나가와 명목 100선〉에 선정되었다. 2001년, 가나가와 현과 가나가와 신문사의 공동 주최로 실시된 〈가나가와 미래 유산 100〉에도 선정되었다.

## 주해
1. ↑  호키자와(宝木沢)라고 불리던 곳에서 자라는 나무였기 때문에, 발음이 같은 빗자루를 의미하는 호키(箒)로 변형된 것으로 보인다. 현재는 이 곳을 호키자와(箒沢)라고 부르고 있다.

## 같이 보기
- 조몬 삼나무

## 참고 문헌
- 다카하시 히로시 《神様の木に会いに行く 神秘の巨樹・巨木・ご神木の聖地巡礼》 (신령의 나무를 만나러가는 신비의 거수·거목·신목의 성지 순례) 도쿄 지도 출판, 2009년. ISBN 978-4-8085-8559-4
- 요미우리 신문 《신일본 명목 100선》 1990년. ISBN 4-643-90044-X
- 와타나베 노리히로 《巨樹・巨木 日本全国674本》 (거수·거목 일본전국674그루) 산과 계곡, 정보상, 1999년. ISBN 4-635-06251-1